# 澤芳樹
澤 芳樹（さわ よしき、1955年7月3日 - ）は、日本の医師・医学者。2007年、世界で初めて心筋細胞シートの手術を行った。大阪大学大学院医学系研究科保健学科未来医療学寄附講座教授、大阪警察病院病院長、大阪大学大学院医学系研究科名誉教授。元大阪大学医学部第一外科(現心臓血管外科)主任教授。第36代大阪大学大学院医学系研究科研究科長・医学部学部長。日本胸部外科学会理事長。日本外科学会や日本循環器学会などの理事、学会長を歴任。専門は、心臓弁膜症／冠動脈バイパス手術、低侵襲心臓手術、重症心不全に対する再生治療・外科治療、補助人工心臓、心臓移植、心筋保護、先天性心疾患手術、大動脈瘤・解離手術、ステント治療。

## 経歴
1980年、大阪大学医学部卒業。1988年、同大学院医学系研究科博士課程修了、博士（医学）。1989年、フンボルト財団奨学生としてドイツMax-Planck研究所に留学。
1992年に大阪大学医学部第一外科助手。1998年同講師。2002年大阪大学医学部臓器制御外科（第一外科）助教授。2006年大阪大学大学院医学系研究科外科学講座心臓血管・呼吸器外科（第一外科）主任教授。2007年心臓血管外科主任教授・科長、大阪大学医学部附属病院病院長補佐。同年、世界初の重症心不全患者への心筋細胞シートの手術を行った。2010年大阪大学臨床医工学融合研究教育センターセンター長、大阪大学医学部附属病院未来医療開発部部長。2013年大阪大学大学院医学系研究科副研究科長、大阪大学医学部附属病院国際医療センターセンター長。2015年大阪大学大学院医学系研究科研究科長・医学部長。2020年大阪大学栄誉教授。2021年定年退官し、大阪大学大学院医学系研究科保健学専攻未来医療学寄附講座教授、大阪大学名誉教授。
同年5月の大阪大学総長選考に推薦され、出馬。意向調査で現職の西尾章治郎を大きく上回る投票を得るも、同日開催された大阪大学総長選挙選考会議で、6票対5票で西尾の再任が決まった。この選考過程に関しては学内外から疑問や懸念が示されている。2021年9月1日付で、医療法人警和会大阪警察病院の病院長に就任。
学外では、特定非営利活動法人日本医工学治療学会副理事長（2007年）、大阪府医師会副会長（2010年）、一般社団法人日本外科学会副理事長（2012年）、一般社団法人日本再生医療学会理事長（2015年）、一般社団法人日本経カテーテル心臓弁治療学会代表理事（2015年）、日本低侵襲心臓手術学会代表理事（2015年）、国際臨床医学会代表理事（2016年）、一般社団法人日本胸部外科学会理事長（2019年）、日本学術会議会員（2020年）などを歴任した。
2024年、東京・銀座に開業した富裕層向けクリニック「THE HUNDRED ロンジェビティハウス」のCTO（最高技術顧問）に就任した。

## 受賞・表彰
- 紫綬褒章（2020年）[5]
- 文部科学大臣科学技術賞
- 厚生労働大臣賞
- 日本医師会医学賞
- 日本バイオマテリアル学会賞
- 日本再生医療学会賞
- 大阪大学総長顕彰
- Circulation Journal Awards
- フンボルト財団奨学金
- 日本医師会研究助成費
- テルモ科学振興財団助成金
- 第2回近畿循環器疾患助成金
- 三井住友生命助成金
- 第3回トヨタ共同研究技術